# Mandapajaya
Mandapajaya is een bestuurslaag in het regentschap Kuningan van de provincie West-Java, Indonesië. Mandapajaya telt 1592 inwoners (volkstelling 2010).